# Isolepis reticularis
Isolepis reticularis är en halvgräsart som beskrevs av John William Colenso. Isolepis reticularis ingår i släktet borstsävssläktet, och familjen halvgräs. Inga underarter finns listade i Catalogue of Life.